# コンパクトエフェクター

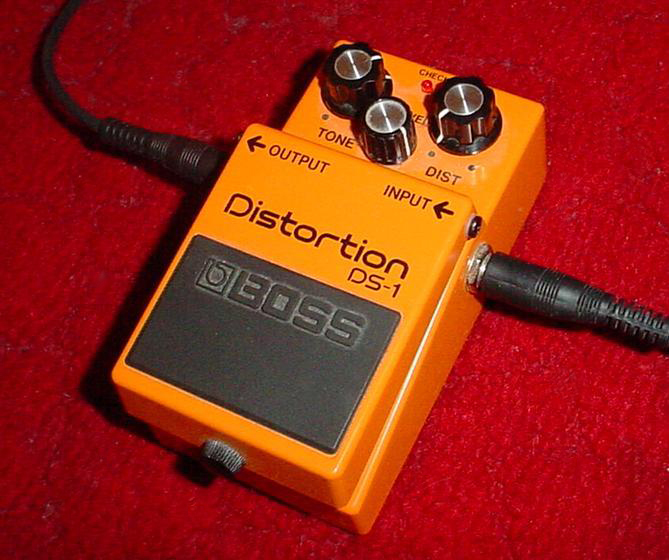
コンパクトエフェクターのひとつ、BOSS DS-1。寸法は幅73mm、奥行129mm、高さ59mm。

コンパクトエフェクター（英: effects pedal, 英: stompbox）とは、音響機器の種類のひとつであるエフェクターを小型化し足下に置いて操作できるようにしたもの。なお、コンパクトエフェクターという呼称は和製英語で、英語圏では用いられない。

## 概要
両手が塞がっているギタリストやベーシストが操作しやすいように足踏み式のスイッチペダルでエフェクト効果のon/offを切り替えられるようになっていたり、各種パラメーターを直感的に操作しやすいように設計してある。また、運搬時の利便性や楽器演奏時の荒っぽい扱いを考慮して、小型化かつ堅牢化されている。数は少ないがボーカリスト向けにもトーキング・モジュレーターなどのエフェクターがある。
エレキギターやエレキベース向けのコンパクトエフェクターは、ハイ・インピーダンス楽器を接続できるように1MΩ程度の入力インピーダンスを持ち、10KΩ程度の出力インピーダンスで出力する。一方でロー・インピーダンスの機器にも対応できるため、ギター用エフェクターを数段連ねて接続したり、シンセサイザーなどの楽器につないで使用する事も可能である。ただし、マイクは信号レベルがギターの30分の1程度と弱すぎるため、そのまま接続するとノイズに埋もれたり正常な効果が出なかったりする。適切に使用したい場合はエフェクターとマイクの間にプリアンプを接続するなどして入力ゲインを稼がなければならない。
基本的には、1台のコンパクトエフェクターにつき1種類のエフェクターを搭載している。近年では電子技術や集積回路の進歩により、1台のコンパクトエフェクターに数種類のエフェクターを搭載している機種もある。

## 主なメーカーおよびブランド

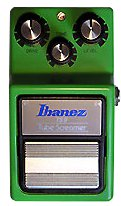
アイバニーズ Tube Screamer TS9 overdrive pedal

- BOSS
- MXR
- デジテック
- ヤマハ(既に撤退）
- Maxon
- ダンエレクトロ
- アリオン
- ベリンガー
- プロコ
- グヤトーン
- アイバニーズ
- VOX
- ZOOM